# 石田奈央美
石田奈央美（日语：／ Ishida Naomi，1969年8月6日—2019年7月18日），是京都動畫所屬的日本色彩设计师。

## 生平
石田奈央美从小就对艺术感兴趣，高中毕业后到大阪一所职业学校学习动画。
石田奈央美在完成学业不久后，于1993年加入京都动画。她最初的工作包括为京都动画的外包作品进行色彩检查和賽璐珞绘画，参与作品包括《犬夜叉》。在京都动画开始制作原创作品后，石田奈央美成为工作室色彩部门的核心，参与作品包括《Air》三集的数字绘画，《Kanon》两集的色彩检查和背景创作。随着京都动画继续制作更多作品，石田奈央美最终成为工作室的两位色彩设计师之一。她担任色彩设计的作品包括《冰菓》，《涼宮春日的消失》，《甘城輝煌樂園救世主》，《聲之形》和《吹響吧！上低音號》。
石田奈央美在京都动画第二工作室工作。2019年7月18日，石田奈央美前往京都动画第一工作室，结果第一工作室遭到縱火，她与其他34人一同罹難。石田奈央美是这次火灾中第一个被确认已亡故的受害者。

## 参与作品
她参与的作品包括：
- 《甘城輝煌樂園救世主》（色彩设计）
- 《冰菓》（色彩设计）
- 《吹響吧！上低音號》（色彩设计）
- 《聲之形》（色彩设计）
- 《涼宮春日系列》（两季，衍生作品和电影）（色彩设计）
- 《日常》（色指定检查）

## 家庭
石田奈央美的父母从事日本传统工艺品行业，父亲是和服染布师，母亲是西陣織织工。